# Rondó
El rondó, ronda o danza en círculo es una forma musical profana de la Edad Media francesa basada en la repetición de un tema musical que se caracteriza por la aparición constante de un estribillo y un texto amoroso. François Couperin lo definía como una forma que se basa en «un tema principal que reaparece y se alterna con diferentes temas intermedios, llamados couplets».

## Forma musical

### Generalidades de estilo
El rasgo típico de cualquier rondó es la vuelta al tema principal después de cada digresión, la cual proporciona contraste y equilibrio; donde el número y longitud de éstas son siempre diferentes. Hay diversas formas de rondó, tanto lentos como rápidos, pero el más usual es el que funciona como último tiempo de una sonata donde la cualidad predominante es generar una sensación de fluidez continua. 
En un rondó, el tema principal (A) suele desarrollarse tres veces o más. Estas repeticiones se alternan con los temas musicales o los episodios llamados contrastes:
- A. Tema

- B. Primer episodio en otra tonalidad (de dominante o relativo mayor/menor).

- A. Repetición del tema principal.

- C. Segundo episodio en otra tonalidad.

- A. Repetición del tema (a veces con variaciones).

## El rondó en la historia de la música
En la música tardomedieval, el rondeau (pl. rondeaux) fue una de las principales formas fijas de la canción cortesana. Su estructura poético-musical es ABaAabAB, donde a/A y b/B son sendas frases musicales complementarias que, en las secciones en mayúscula repiten además sendos textos que funcionan como un estribillo, mientras en las secciones en minúscula se utiliza un texto libre. Pervive gran número de ellos escritos en la Francia entre los siglos XIII y XV.
El rondeau adoptó una forma completamente nueva en el barroco francés, acuñada por los clavecinistas y lautistas del siglo XVII y principios del siglo XVIII. El rondeau barroco constaba de un tema principal (denominado asimismo rondeau) de unos ocho compases de extensión que se intercalaba con y dos o tres episodios (denominados couplets) de extensión similar. 
El rondò (a menudo escrito ya en italiano) adquirió rasgos que la asemejaron a la forma de sonata. Así, aunque la estructura global es a menudo del tipo A B A C A, la sección B se asemejaría al tema secundario de una sonata al estar en la tonalidad de la dominante y la sección C estaría en una tonalidad más contrastante. Compositores como Haydn, Mozart y Beethoven incorporaron el rondó al último movimiento de sus sonatas y composiciones de cámara